# Škola plavčíků
Škola plavčíků je název českého vydání dobrodružného autobiografického románu pro mládež Мальчики с бантиками (1974) od ruského sovětského spisovatele Valentina Savviče Pikula. Knihu vydalo roku 1983 pražské nakladatelství Albatros v překladu Jaroslava Huláka jako 161. svazek edice Knihy odvahy a dobrodružství.

## Obsah románu
Román vypráví příběh čtrnáctiletého chlapce Savky Ogurcova, který je velmi podobný osudu samotného autora. Savka je syn námořníka. Po evakuaci z nacisty obleženého Leningradu v roce 1942, při které zemře jeho maminka, se dostane ke svému otci do Archangelska. Následně se přihlásí do učiliště válečného námořnictva na Soloveckých ostrovech. Je přijat a před odjezdem s ostatními chlapci se dozví, že jeho otec odjíždí s námořní pěchotou bojovat do Stalingradu. Později se dozví, že jeho otec padl.
V dalších části románu autor popisuje celý průběh výuky a výcviku příštích námořních navigátorů, kormidelníků a poddůstojníků, jimiž se chlapci mají stát. Ukazuje, jak těžká válečná léta 1942 a 1943 uvrhla kolektiv mladých, nezralých a nezkušených chlapců do tvrdých životních podmínek, v nichž se zocelují i lámou charaktery.
Po skončení výcviku je Savka přidělen k torpédoborcům v Bílém a Barentsově moři a prožije jako plavčík svůj první boj. Protože má smysl pro mravní odpovědnost a čestnost, obstojí v těžkých zkouškách a nakonec se mu splní jeho sen, obsluhovat gyroskopické kompasy. Při této službě se dočká konce války.